# Ribate El Kheir
Ribate El Kheir è una città del Marocco, nella provincia di Sefrou, nella regione di Fès-Meknès.
La città è anche conosciuta come Ribāţ al-H̱ayr.